# 麝香龜亞科
麝香龜亞科（Staurotypinae）是動胸龜科下的一個亞科，其下生物物包括大麝香龜屬（Staurotypus）和匣龜屬（Claudius）